# Birżebbuġa

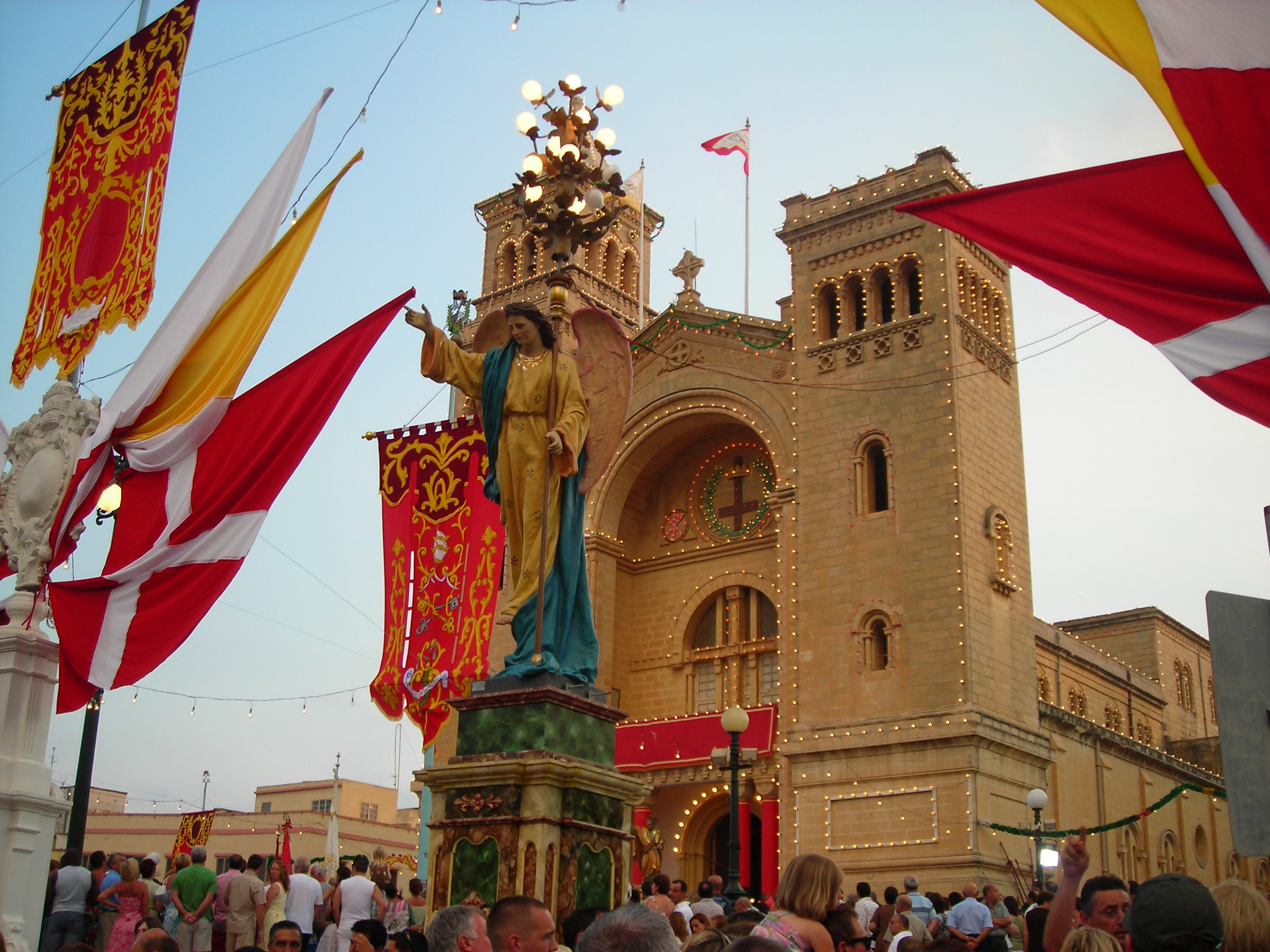
Eglise de Birżebbuġa lors d'une fete patronale

Birżebbuġa est une localité de Malte située au sud-est de Malte dans la baie de Marsaxlokk. C'est le lieu d'un conseil local (Kunsilli Lokali) compris dans la région (Reġjun) Xlokk. En 2013, elle compte environ 10 000 habitants.

## Origine
"Birżebbuġa" signifie "pluie d'olives" en langue maltaise. De telles preuves linguistiques établissent qu les premiers habitants se trouvaient dans le sud de l'île depuis le premier millénaire. Le nom indique également le climat et la nourriture.

### Toponymie
En maltais, bir signifie puits et żebbuġa olive, Birżebbuġa peut être interprété comme puits des olives. Des fosses creusés dans la roche en bord de mer sont interprétées par les archéologues comme ayant servi à conserver des olives.

## Paroisse

### Église
- Église de la paroisse de Birżebbuġa, dédiée à saint Pierre-des-Chaînes.
- Église Notre-Dame des Douleurs
- Église Saint-Georges

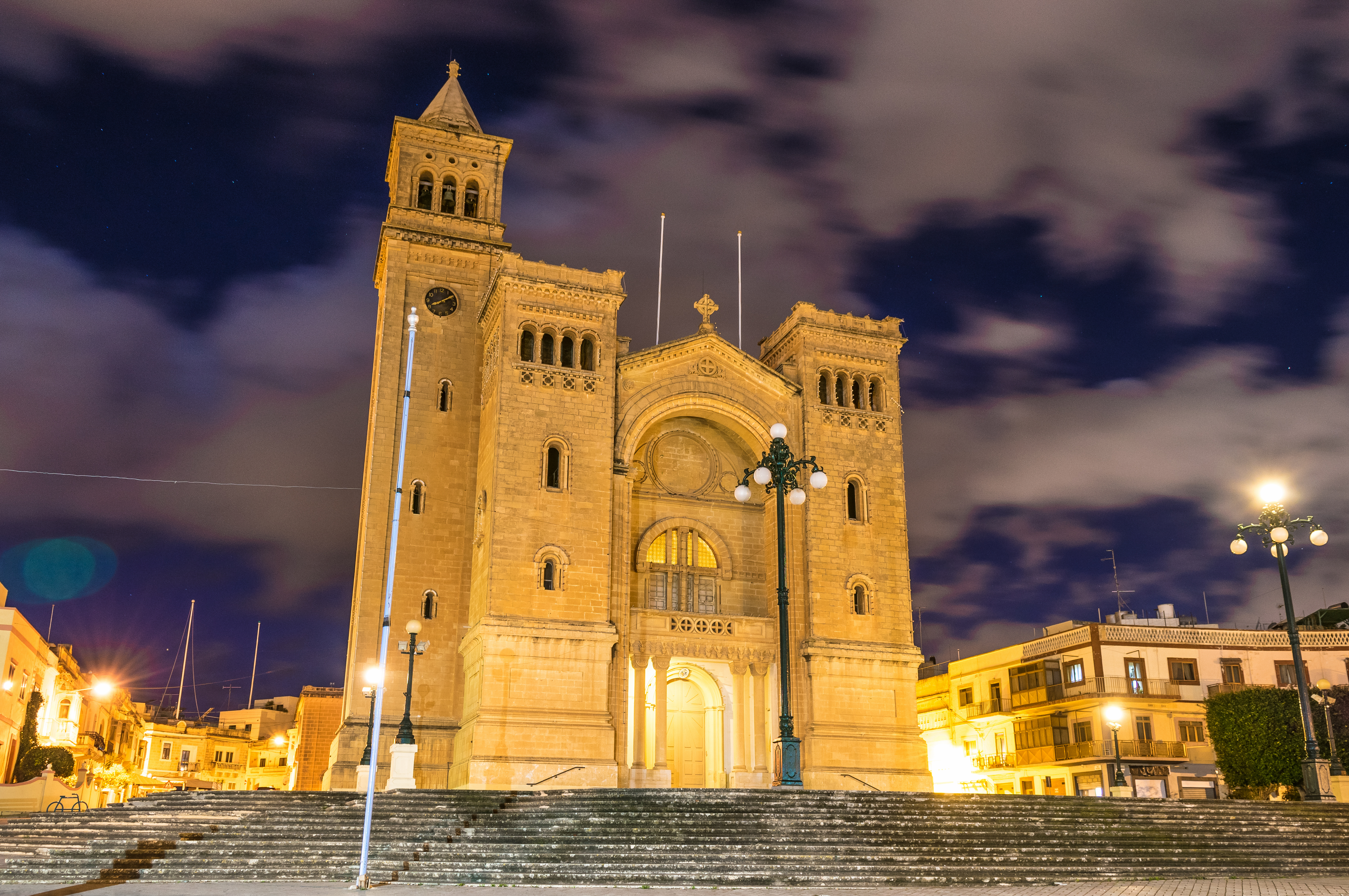
Église paroissiale de Birżebbuġa
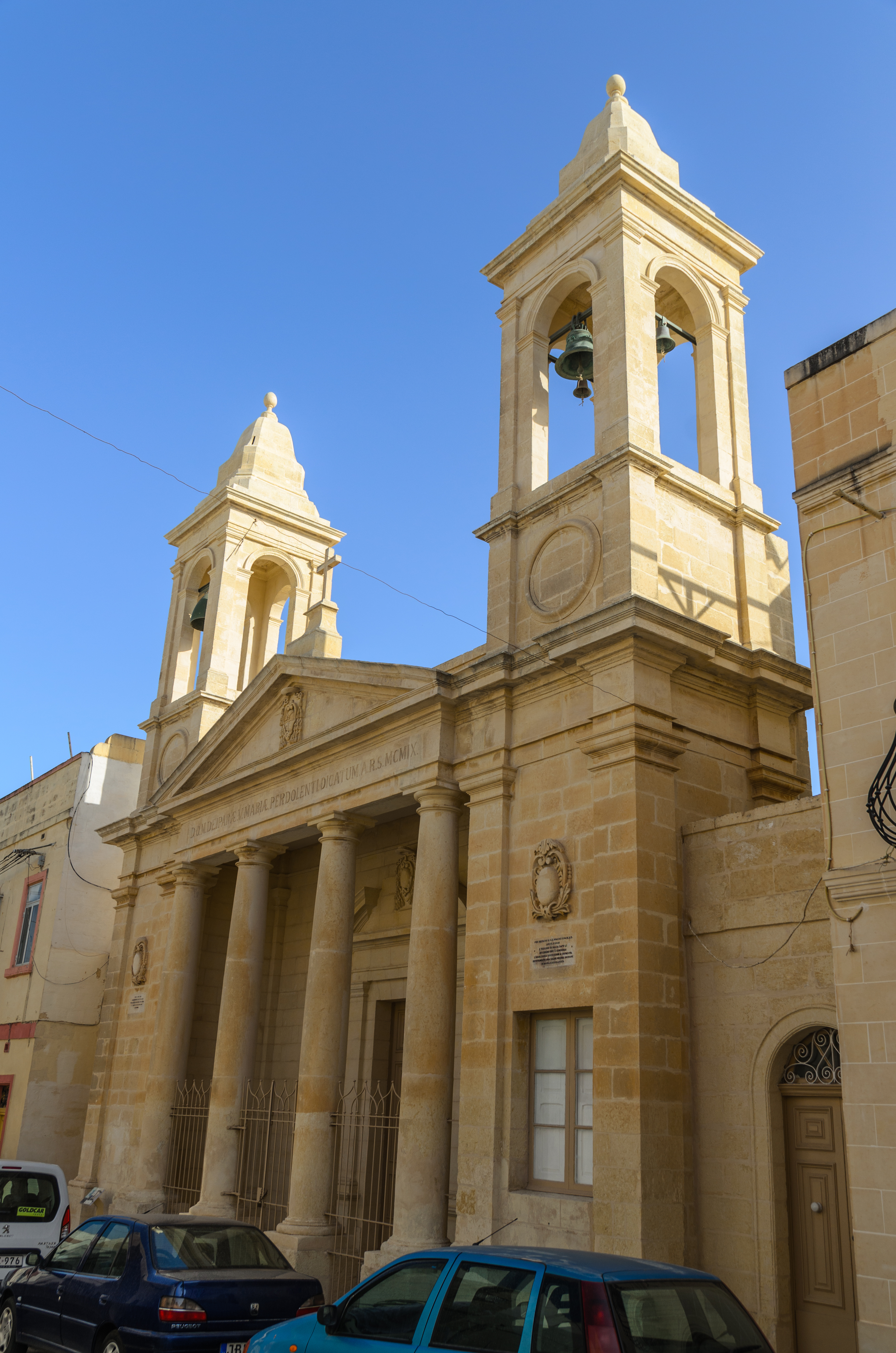
Église Notre-Dame des Douleurs
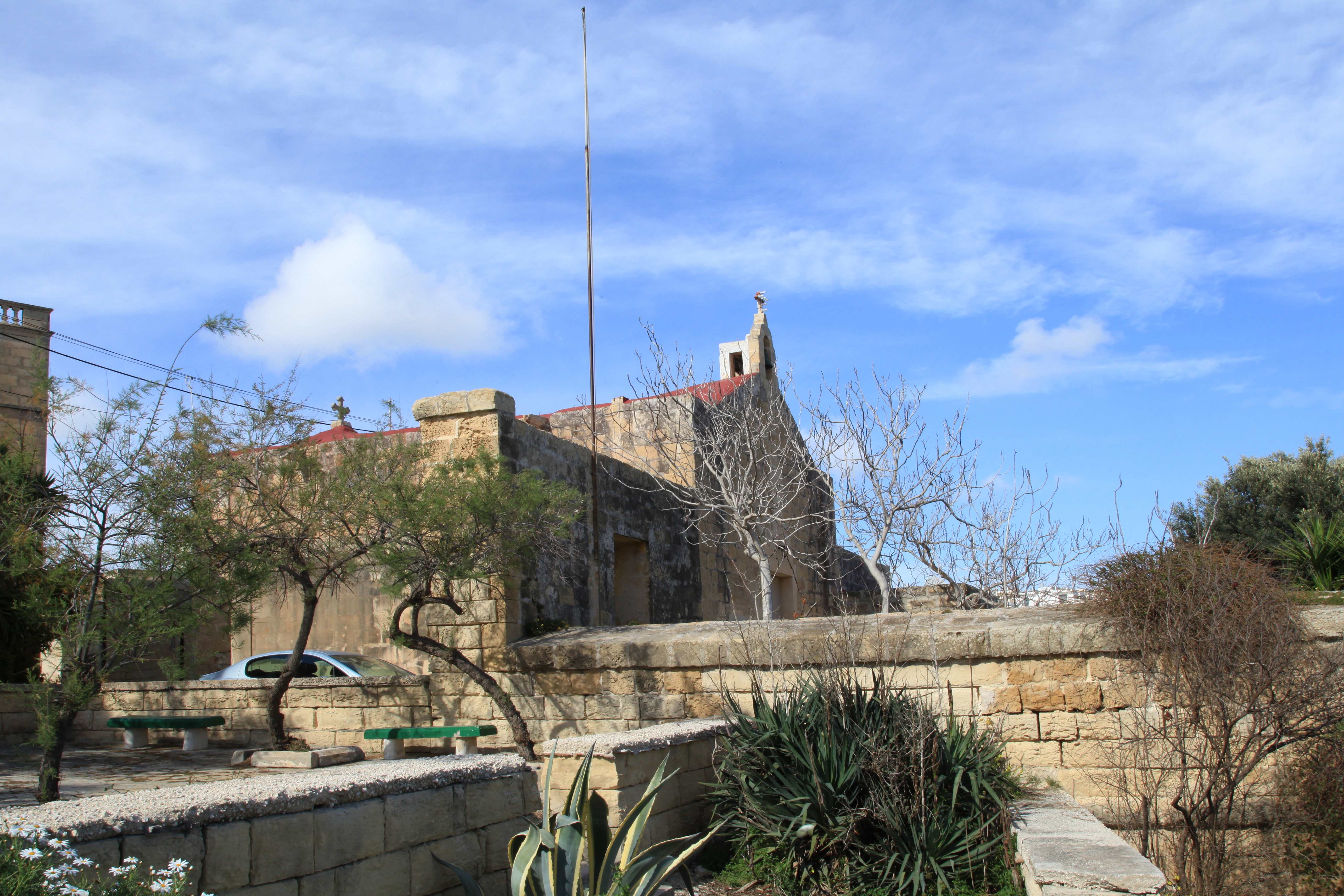
Église Saint-Georges

### Chapelles

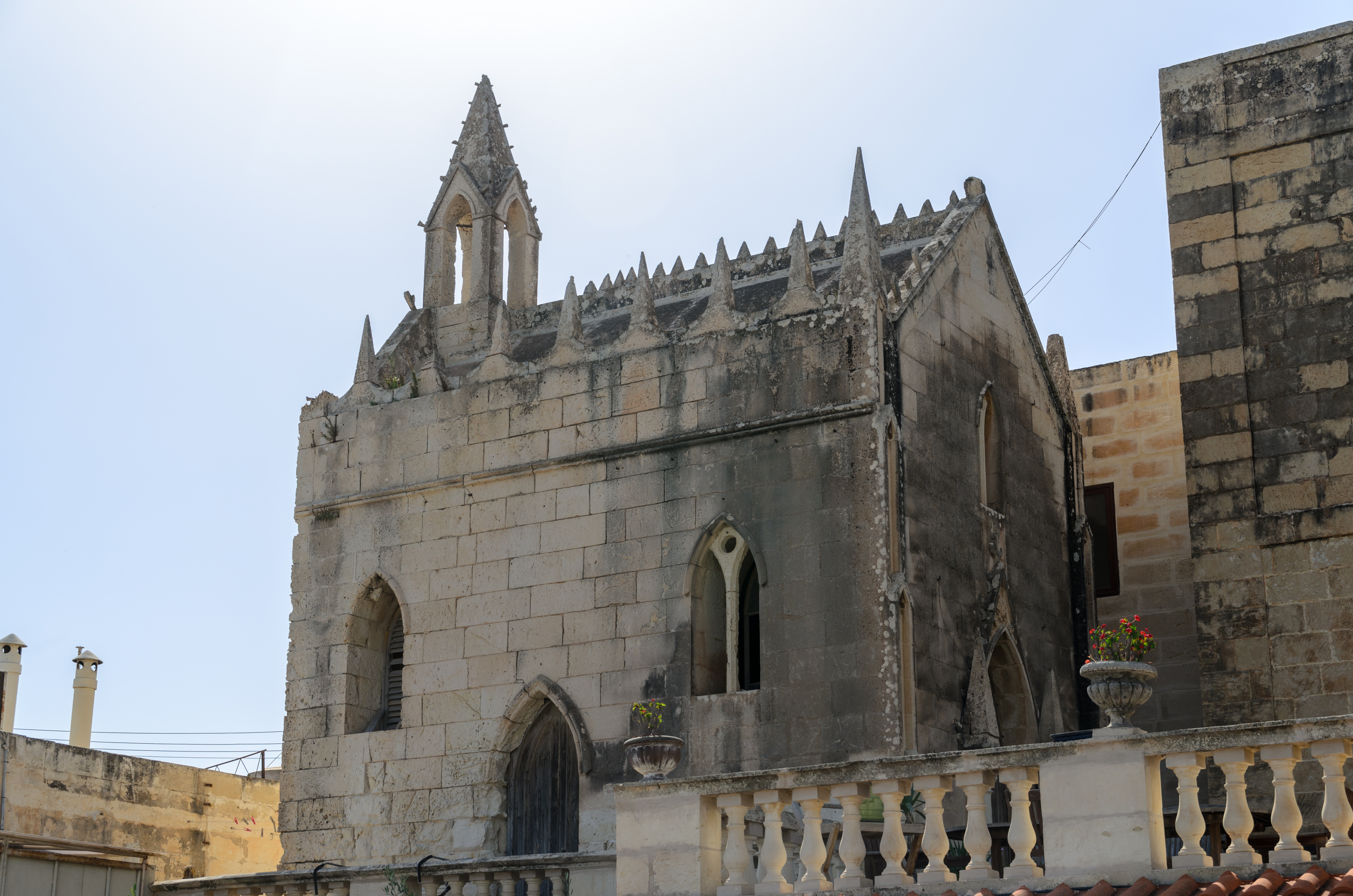
Chapelle Saint-Joseph

Parmi les chapelles catholiques situées à Birżebbuġa, on peut citer notamment :
- la chapelle du Bon Pasteur[1] ;
- la chapelle de l'Immaculée-Conception de Bengħisa (en), construite en 1822 et agrandie en 1862 ;
- la chapelle Saint-Joseph, privée, construite en 1871[1].
- la chapelle Notre-Dame Auxiliatrice.

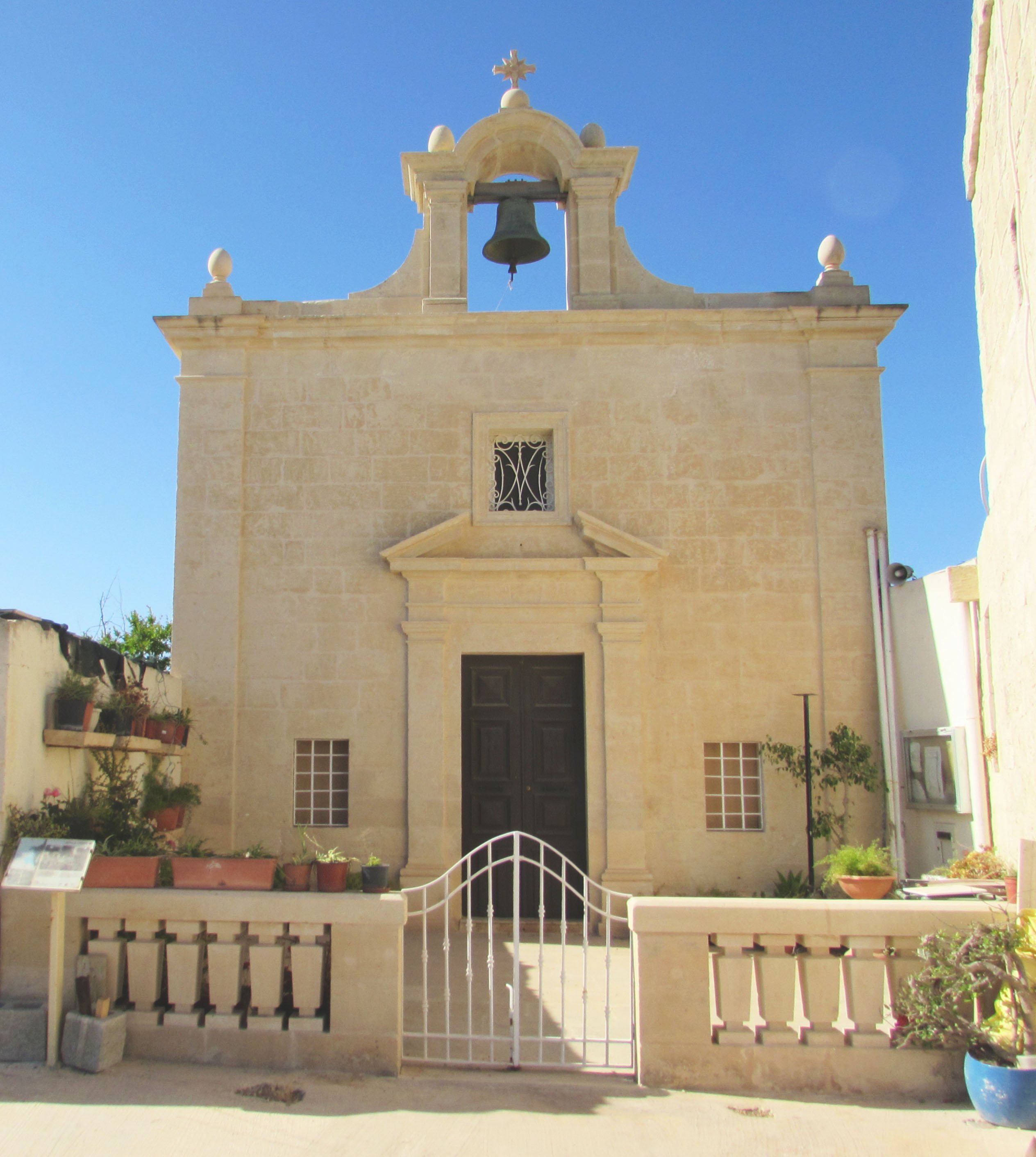
Chapelle de l'Immaculé Conception
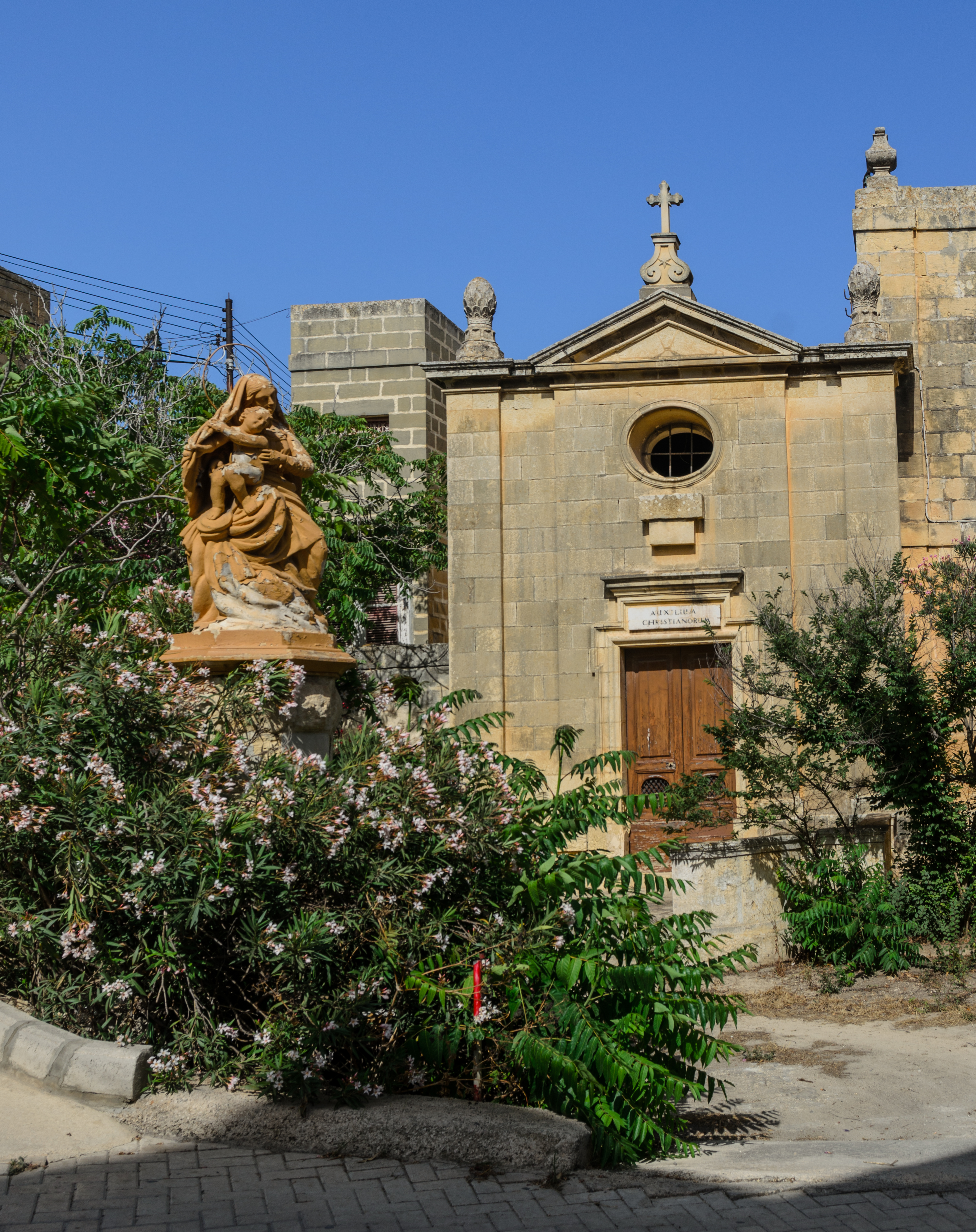
Chapelle Notre-Dame Auxiliatrice

## Histoire

### Préhistoire
Près du village de Birżebbuġa se trouve Għar Dalam, ce qui signifie une grotte sombre. La grotte de Għar Dalam est un site très important, car c'est ici que la première preuve de présence humaine à Malte a été découverte. Les artefacts remontent au Néolithique, il y a environ 7 400 ans. La zone d'exposition se compose de deux parties : la grotte et le musée, qui présentent une richesse remarquable de découvertes allant des ossements d'animaux aux artefacts humains. Une rivière superposée coulant à angle droit formait la grotte. Sa profondeur est d'environ 144 mètres, mais seuls les cinquante premiers mètres sont ouverts aux visiteurs.
Les couches les plus basses, vieilles de plus de 500 000 ans, contiennent des ossements fossiles d'éléphants nains, d'hippopotames, de micro-mammifères et d'oiseaux. Au-dessus de la couche de galets se trouve la couche dite «de cerf», datant d'environ 18 000 ans. La couche supérieure date de moins de 10 000 ans et contient des preuves des premiers humains sur l'île. Les experts soutiennent que ces vestiges suggèrent que les îles étaient autrefois un pont terrestre vers l'Europe continentale.

D'autres vestiges incluent ceux d'un temple ou d'une colonie préhistorique, Borġ in-Nadur, qui date de l'âge du bronze. La colonie a été fortifiée avec un grand mur de pierre, encore visible aujourd'hui. Ces ruines de temple sont importantes car elles révèlent non seulement un temple à quatre absides (vers 2000 av. J.-C.), mais aussi une authentique colonie domestique fortifiée de l'âge du bronze. Les restes d'un grand mur défensif se trouvent à proximité, traversant la tête d'un promontoire entre deux vallées menant à deux baies. Le mur a été construit face à l'intérieur des terres. Le village aurait eu la mer dans le dos. Cette situation logistique amène les chercheurs à croire que les habitants du village avaient plus peur d'être attaqués par des envahisseurs terrestres que maritimes.

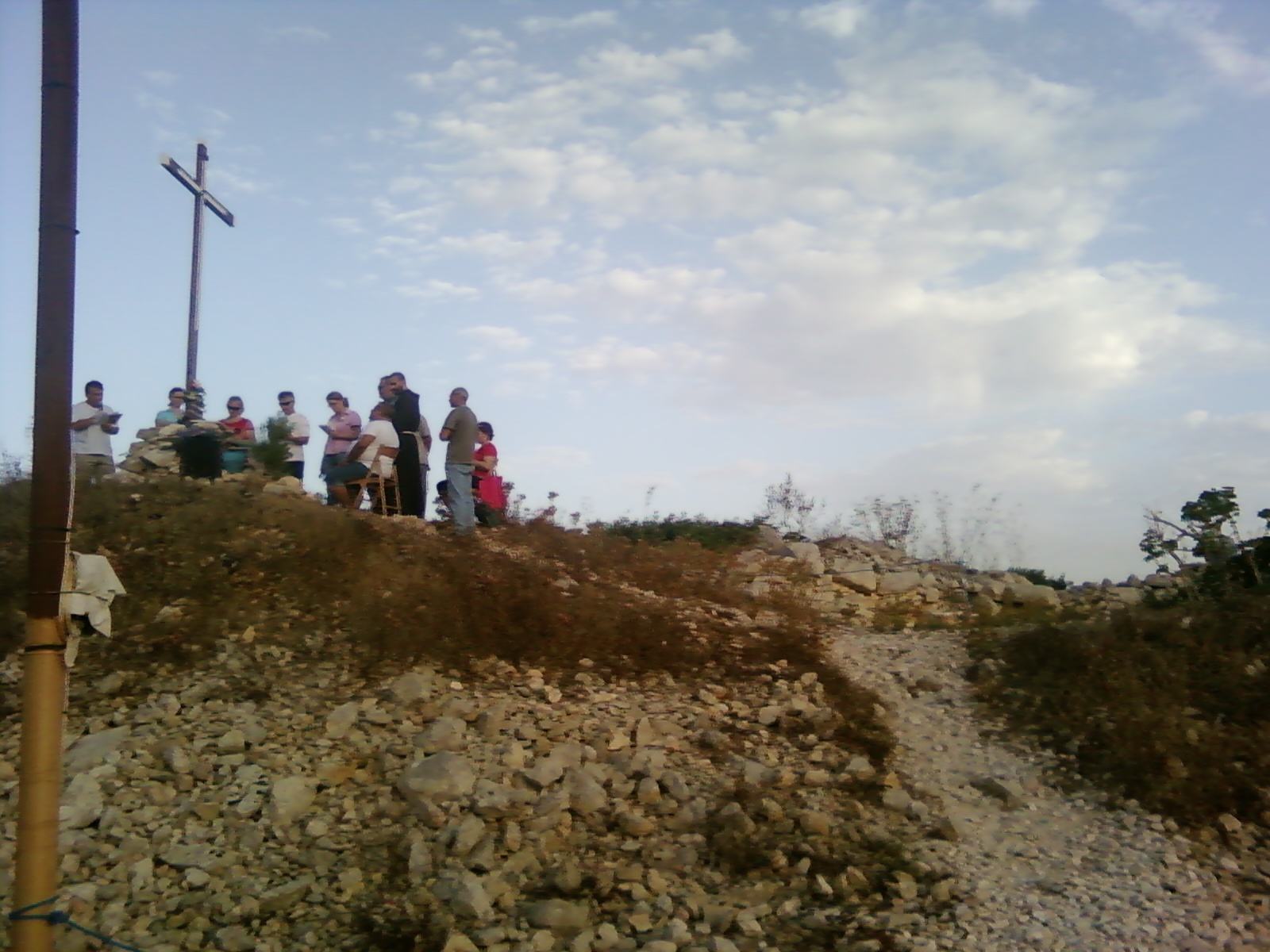
Lieu d'apparition mariale présumée à Borg In nadur près de Birżebbuġa en 2006

Des traces de huttes de l'âge du bronze ont été découvertes juste derrière le mur. La profondeur des dépôts était très faible, couvrant les vestiges de la période du temple. Les archéologues ont trouvé des preuves qui montrent que la population néolithique s'est éteinte et que les îles étaient inhabitées. Les archéologues pensent que cela pourrait être dû à l'absence de produits agricoles, à la guerre civile ou à la population néolithique assassinée par des tribus belliqueuses. Les archéologues ont mis au jour les vestiges des trois absides (salles semi-circulaires) du temple. Au-delà de l'entrée principale, il y a une large zone elliptique d'environ 25 m de long et 15 m de large. Il ne reste que l'entrée du Trilithon. Les visites de ces sites peuvent être organisées sur rendez-vous.
Birżebbuġa a également des ornières qui mènent à la mer et longent le fond marin. Une villa romaine se trouve de l'autre côté de la vallée de Għar Dalam, à Ta' Kaċċatura.

### Temps moderne
En plus des sites préhistoriques, la ville comprend des structures et des vestiges historiques qui remontent à des siècles, révélant l'évolution des peuples au fur et à mesure que l'île traversait différentes périodes de domination par divers intérêts politiques. Ces structures comprennent la batterie Ferretti, la batterie Pinto et les retranchements de Birżebbuġa. Ces sites remontent au règne de l'Ordre de Saint-Jean, qui régna sur les îles maltaises de 1530 à 1798. Napoléon expulsa l'Ordre de Malte, et plus tard l'île passa sous la Grande-Bretagne.
Pendant la période britannique, Fort Benghisa, RAF Kalafrana et RAF Hal Far ont été construits à Birżebbuġa.
Les églises racontent une partie de l'histoire de la commune :
- Église Saint-Georges (1575, rouverte en 1683). Dans la terre à proximité se trouvent des traces d'ornières préhistoriques.
- la Chapelle du Bon Pasteur,
- la chapelle de l'Immaculée Conception, Bengħisa (1822, agrandie en 1862),
- la chapelle Sainte-Famille (1865),
- la chapelle Notre-Dame Auxiliatrice (1839), privée ;
- Chapelle St Joseph (1871), privée ; et
- l'église Notre-Dame des Douleurs (1909), qui a servi d'église paroissiale jusqu'en 1938. Birżebbuġa est devenue une paroisse officielle le 9 septembre 1913, avec un prêtre résident. Quelque temps plus tard, la paroisse travaille à la construction d'une église plus grande. St. Peter in Chains a ouvert au culte le 12 juin 1938. Le curé actuel est le révérend Can. Père Anton Galea-Scannura.

Un monument à Birżebbuġa commémore le sommet de Malte, qui a eu lieu à proximité le 3 décembre 1989.
Au cours de la dernière décennie, il y a eu un afflux de nouveaux travailleurs employés au port franc de Malte et au terminal à conteneurs à proximité. De plus, de nouveaux habitants sont venus des villages voisins, Birzebbuġa accueille aujourd'hui quelque 10 000 personnes.
La ville est construite autour de la plage, ce qui la place à proximité de nombreux commerces et restaurants le long du littoral. Certains vacanciers préfèrent le rivage rocheux de la baie voisine de St George, idéale pour bronzer et faire de la plongée avec tuba. La voile est populaire tout au long de l'année. La baie de St George est également utilisée par les pêcheurs locaux qui amarrent leurs bateaux à l'entrée. La baie de St George est célèbre pour ses ornières de chariot qui traversent la petite baie sablonneuse.

## Géographie
| Għaxaq  |                  | Marsaxlokk       |
| Żurrieq | Birżebbuġa       | Mer Méditerranée |
|         | Mer Méditerranée |                  |

## Patrimoine et culture
La localité comporte des sites préhistoriques :
- le grotte et le musée de Għar Dalam, le plus vieux site maltais qui a livré de nombreux fossiles datant de la dernière glaciation.
- Le site de Borg in-Nadur abrite les ruines d'un temple mégalithique et les restes d'un village fortifié de l'âge du bronze.

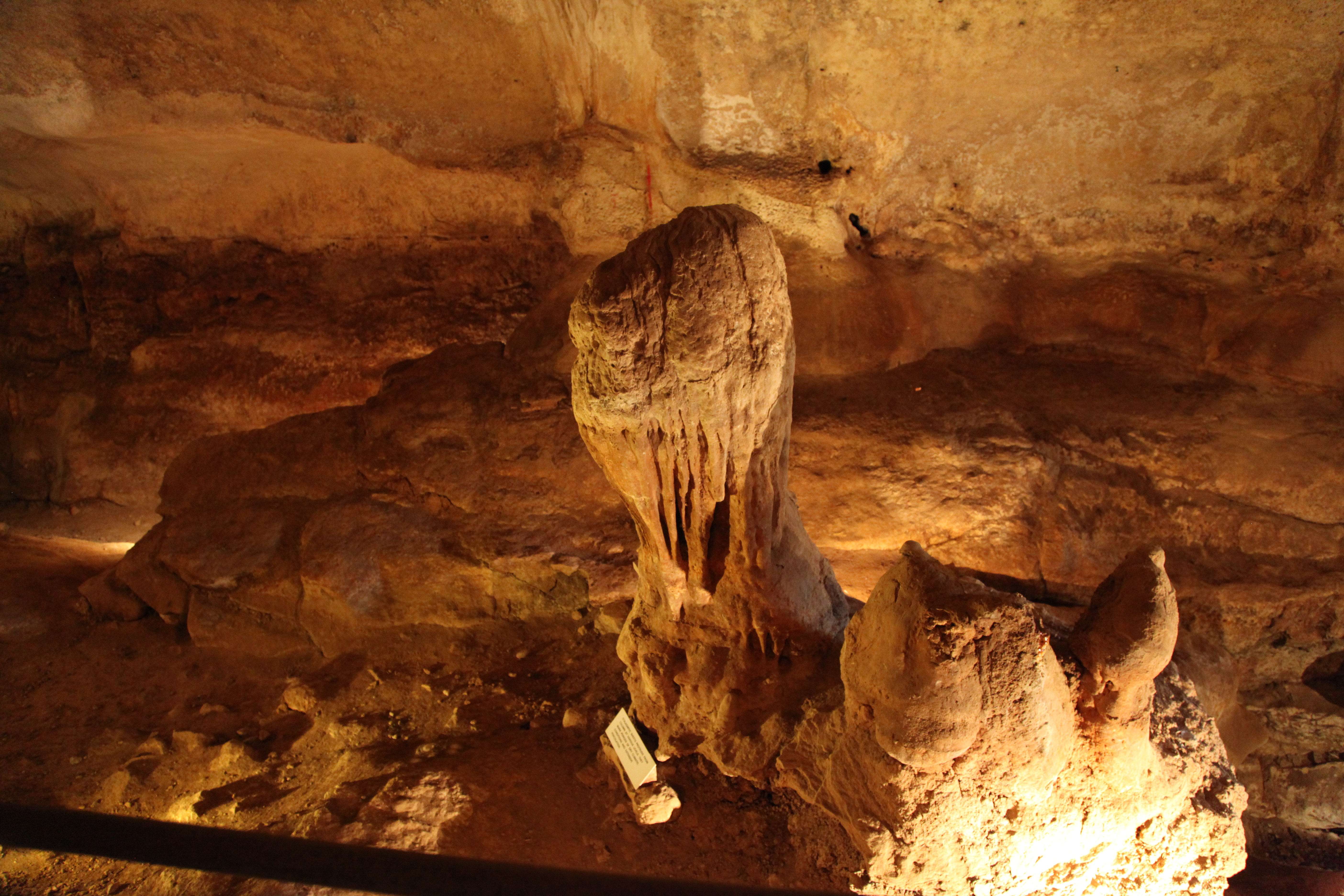
Għar Dalam
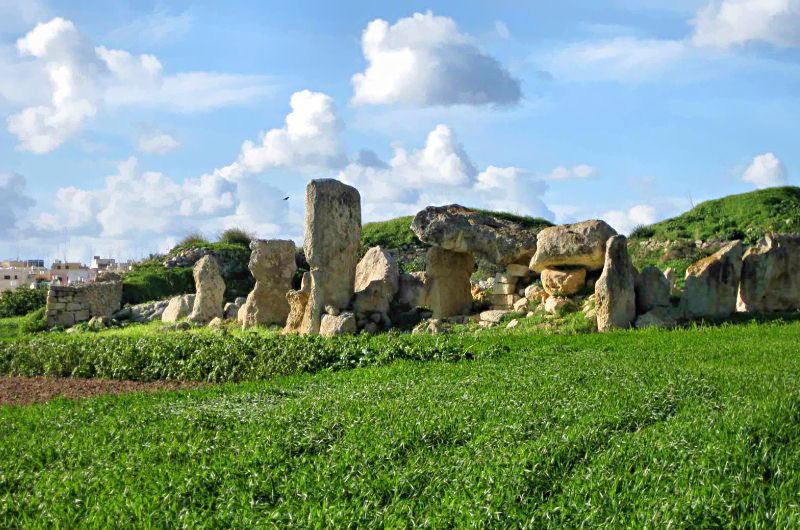
Borġ in-Nadur
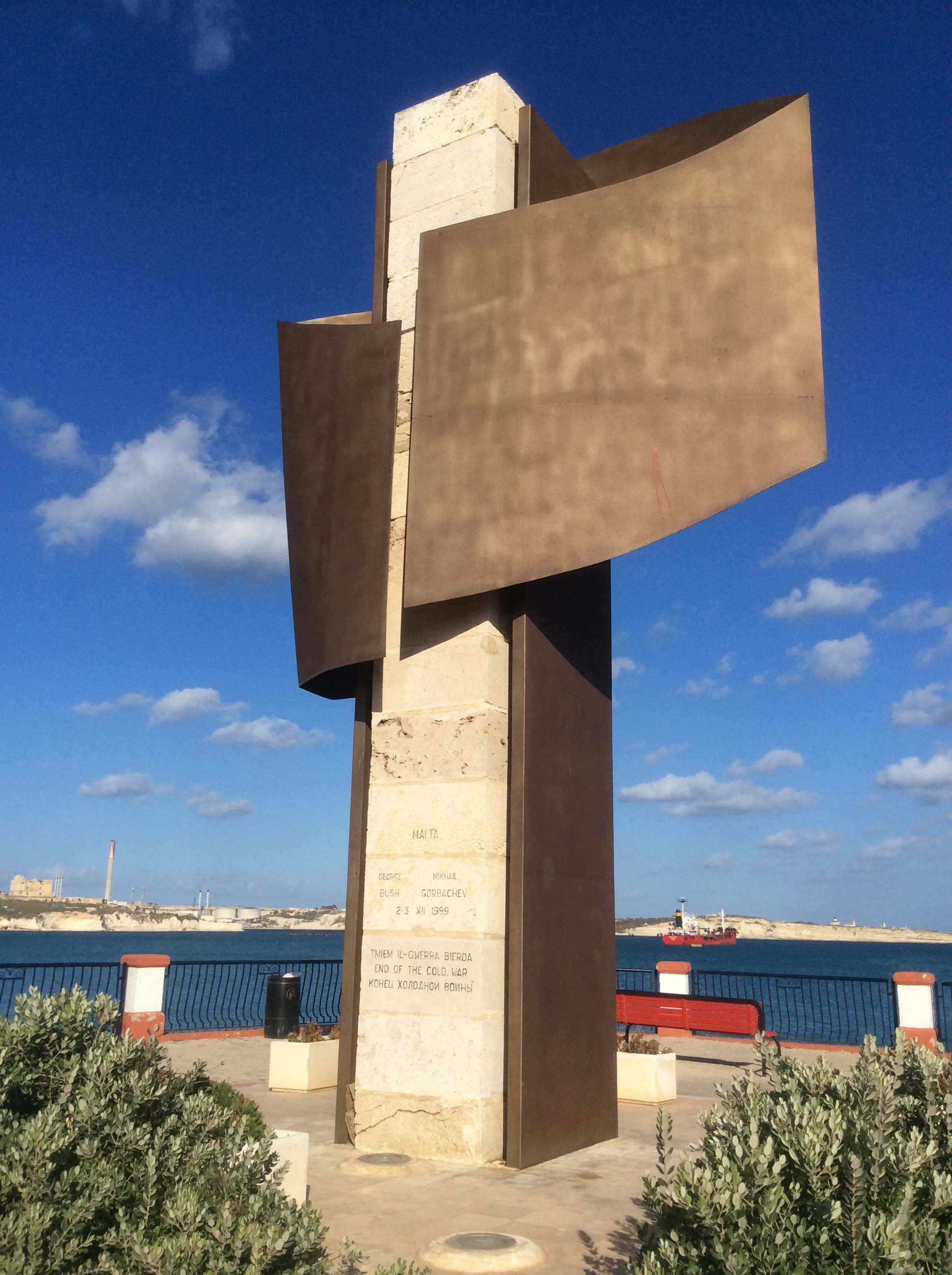
Monument de la rencontre entre Bush et Gorbatchev

## Jumelages
- Porto San Giorgio (Italie)
- Azas (France)

## Sources
- (mt) Alfie Guillaumier, Bliet u Rħula Maltin (Villes et villages maltais), Klabb Kotba Maltin, Malte, 2005.
- (en) Juliet Rix, Malta and Gozo, Brad Travel Guide, Angleterre, 2013.
- Alain Blondy, Malte, Guides Arthaud, coll. Grands voyages, Paris, 1997.